# Atletica leggera ai Giochi della XXIV Olimpiade - 400 metri piani maschili

Video della Finale

I 400 metri piani hanno fatto parte del programma maschile di atletica leggera ai Giochi della XXIV Olimpiade. La competizione si è svolta nei giorni 24-28 settembre 1988 allo Stadio olimpico di Seul.

## Presenze ed assenze dei campioni in carica
| Competizione        | Atleta            | Prestazione | Seul 1988    |
| ------------------- | ----------------- | ----------- | ------------ |
| Olimpiadi 1984      | Alonzo Babers     | 44”27       | Rit. 1984    |
| Commonwealth 1986   | Roger Black       | 45”57       | Assente      |
| Goodwill Games 1986 | Antonio McKay     | 44”98       | 5° ai Trials |
| Europei 1986        | Roger Black       | 44”59       | Assente      |
| Asiatici 1986       | Susumu Takano     | 45”00       | Presente     |
| Panamericani 1987   | Raymond Pierre    | 44”60       | Non selez.   |
| Africani 1987       | Innocent Egbunike | 44”23       | Presente     |
| Mondiali 1987       | Thomas Schönlebe  | 44”33       | Presente     |

## La gara
Quaranta giorni prima dei Giochi, Harry Reynolds ha fatto a pezzi il primato mondiale, che resisteva da venti anni esatti.
Domina la sua semifinale, che vince in 44"33. Il campione del mondo Thomas Schönlebe, invece, finisce quinto e viene eliminato. Nell'altra serie lo junior Steve Lewis prevale di un centesimo su Danny Everett (44"35 e 44"36).
In finale, Reynolds, il favorito, parte dalla terza corsia, mentre Everett è in quarta e Lewis è in sesta. Può regolare la sua corsa su di loro.

Ma si affida troppo ai propri mezzi e commette l'errore di lasciarli andare nella prima parte della gara. Quando a 150 metri dal traguardo decide di riprenderli ha accumulato 5 metri di svantaggio: è troppo tardi. Vince Steve Lewis.

Il suo tempo, 43"87, record mondiale juniores, è solo di un centesimo più alto del vecchio record olimpico di Lee Evans, risalente al 1968. Ma Evans corse a Città del Messico, cioè ad oltre 2.200 metri di altitudine, beneficiando dell'aria rarefatta. Quindi la prestazione di Lewis è intrinsecamente migliore.
Prima dei Giochi il primato personale di Steven Lewis era 44"11, ottenuto nelle semifinali ai Trials di Indianapolis.

## Risultati

### Turni eliminatori
| 10 Batterie        | 24 settembre | 79 partenti   | Si qualificano i primi 3 + i 2 migliori tempi. |
| 4 Quarti di finale | 25 settembre | 8 + 8 + 8 + 8 | Si qualificano i primi 4.                      |
| 2 Semifinali       | 26 settembre | 8 + 8         | Si qualificano i primi 4.                      |
| Finale             | 28 settembre | 8 concorrenti |                                                |

### Finale
Stadio Olimpico, giovedì 28 settembre.
| Pos | Paese       | Atleta         | Tempo       |
| --- | ----------- | -------------- | ----------- |
|     | Stati Uniti | Steve Lewis    | 43”87 (RMJ) |
|     | Stati Uniti | Harry Reynolds | 43”93       |
|     | Stati Uniti | Danny Everett  | 44”09       |